# Komsomolskij (rejon bogorodzki)
Komsomolskij (ros. Комсомольский) – osiedle w Rosji, w obwodzie niżnonowogrodzkim, w rejonie bogorodzkim. W 2010 liczyło 181 mieszkańców.